# La Dragée haute
Pour plus de détails, voir Fiche technique et Distribution.
La Dragée haute est un film français réalisé par Jean Kerchner, sorti en 1960.

## Fiche technique
- Titre : La Dragée haute
- Réalisation : Jean Kerchner
- Scénario et dialogues : Jean Kerchner et Jean-René Ruttinger
- Photographie : Marcel Combes
- Montage : Armand Psenny
- Musique : Marcel Landowski
- Décors : Jean Frottier
- Son : Séverin Frankiel
- Sociétés de production : Les Films du Peyrou - Sirius Films
- Pays d'origine :  France
- Genre : Film dramatique, Film policier
- Durée : 89 minutes
- Date de sortie : France - 27 juillet 1960

## Distribution
- Michel Piccoli : Hugo Barsac, le journaliste de Midi-Jour
- Odile Versois : Evelyne, la femme d'Hugo
- Dany Saval : Corinne Page
- Yves Vincent : De Marchelier
- Rolande Ségur : Barbara Kers, le mannequin
- Alain Bouvette : Paul Amiot, le photographe de Midi-Jour
- Jean Vinci
- Roger Rudel
- Michel Karloff
- Henri Allaume
- Robert Manuel
- René Clermont
- Serge Davri